# La Laborcita (Guanajuato)
La Laborcita es una localidad del estado mexicano de Guanajuato. Es parte del municipio de León.

## Demografía
| Gráfica de evolución demográfica |
|                                  |

| Censo | Población |
| ----- | --------- |
| 1900  | 510       |
| 1910  | 469       |
| 1921  | 331       |
| 1930  | 437       |
| 1940  | 312       |
| 1950  | 415       |
| 1960  | 749       |
| 1970  | 759       |
| 1980  | 479       |
| 1990  | 1 119     |
| 2000  | 958       |
| 2010  | 1 567     |
| 2020  | 1 772     |